# Xinwen Lianbo
Xinwen Lianbo (en chino tradicional, 新聞聯播; en chino simplificado, 新闻联播, literalmente: Noticiero simultáneo) es un programa de televisión informativo chino de emisión diaria, producido por la Televisión Central de China (CCTV) desde el 1 de enero de 1978. Su transmisión es llevada a cabo principalmente por CCTV-1 y CCTV-13, además de todas las emisoras locales de televisión en China Continental, Hong Kong, más algunos servicios de difusión internacional, haciéndolo uno de los programas informativos más vistos de todo el mundo, alcanzando históricamente hasta 500 millones de espectadores cada noche. Esto, con un formato que resume en media hora las noticias relacionadas con anuncios o encuentros gubernamentales, comentarios sobre sus políticas y encuentros de sus líderes, reflejando la posición gubernamental de China respecto a un amplio número de temas.
Su uso político por parte del gobierno chino, ha servido principalmente de medio para divulgar su agenda e ideología, más que hacer una exposición objetiva de las noticias del día, cosa de la que se suelen encargar otros programas informativos emitidos por CCTV, como Xinwen 30 Fen, emitido a las doce del mediodía. Por ende, ha sido criticado tanto en China como en el exterior por su falta de contenidos de interés general y su formato estrictamente planificado, dedicado a mostrar una imagen positiva del gobierno central. A pesar de su decadencia, el programa continúa siendo ampliamente visto en su país de origen.

## Nombre, formato y distribución
No hay una traducción exacta al castellano para el nombre: algunas variantes incluyen "Noticias de la Tarde", "Noticiario" (la denominación que da la CCTV a sus informativos en castellano) o "Telediario". Pero si analizamos la palabra china, vemos que tiene dos partes: Xinwen 新闻, que significa "noticias"; y Lianbo 联播, que se puede traducir como "emisión conjunta" o "emisión simultánea", debido a que es emitido por la mayor parte de las emisoras de TV de China.
El programa es un boletín informativo diario de treinta minutos aproximadamente que comienza con los titulares y comienza a explicar las noticias con detalle. En circunstancias especiales, el programa puede durar más. Por ejemplo, debido a la muerte de Deng Xiaoping, la duración del Xinwen Lianbo se extendió más de lo habitual esa semana. Los presentadores son mostrados sentados, con un cristal que separa el estudio del control central detrás de ellos. En lo referente al formato, ha cambiado mucho durante las tres décadas de emisión. El chino mandarín es usado siempre, según orden del gobierno, y el registro es formal y usa un lenguaje apropiado. La transmisión de la información es firme, y no da cabida al lenguaje animado o al humor.
A pesar de que la CCTV posee la última tecnología disponible en producción de TV, Xinwen Lianbo no tiene el formato de doble vía usado hoy en día en Occidente. Ello se ve reflejado en la cabecera, ya que si se compara la de 1995 (en uso desde 1990) y la de 2011, la música y la cabecera, aparte del avance tecnológico, son idénticas.

## Presentadores

### Actuales
- Wang Ning.
- Kang Hui.
- Guo Zhi Jian.
- Li Zi Meng.
- Hai Xia.
- Ouyang Xiadan.

### Retirados
- Du Xian.
- He Hong Mei.
- Ji Yu.
- Jing Yi Dan.
- Lang Yong Chun.
- Li Juan.
- Liu Jia.
- Li Rui Ying.
- Li Xiu Ping.
- Lu Da Yu.
- Lu Jing.
- Luo Jing.
- Wang Yu Min.
- Xiao Xiao Lin.
- Xing Zhi Bin.
- Xu Xiao Mei.
- Xue Fei.
- Yang Liu.
- Zhang Hong Min.
- Zhang Zheng.
- Zhao Zhong Xiang.